# Galactia rotundata
Galactia rotundata är en ärtväxtart som beskrevs av Brother Alain. Galactia rotundata ingår i släktet Galactia och familjen ärtväxter. Inga underarter finns listade i Catalogue of Life.